# Tour der englischen Rugby-Union-Nationalmannschaft nach Neuseeland und Australien 1963
| Tour der Engländer nach Neuseeland und Australien 1963 | Tour der Engländer nach Neuseeland und Australien 1963 | Tour der Engländer nach Neuseeland und Australien 1963 | Tour der Engländer nach Neuseeland und Australien 1963 | Tour der Engländer nach Neuseeland und Australien 1963 |
| Übersicht                                              | S                                                      | G                                                      | U                                                      | N                                                      |
| ------------------------------------------------------ | ------------------------------------------------------ | ------------------------------------------------------ | ------------------------------------------------------ | ------------------------------------------------------ |
| Test Matches                                           | 3                                                      | 0                                                      | 0                                                      | 3                                                      |
| Sonstige Spiele                                        | 3                                                      | 1                                                      | 0                                                      | 2                                                      |
| Gesamt                                                 | 6                                                      | 1                                                      | 0                                                      | 5                                                      |
|                                                        |                                                        |                                                        |                                                        |                                                        |
| Australien                                             | 2                                                      | 0                                                      | 0                                                      | 2                                                      |
| Neuseeland                                             | 1                                                      | 0                                                      | 0                                                      | 1                                                      |

Die Tour der englischen Rugby-Union-Nationalmannschaft nach Neuseeland und Australien 1963 umfasste eine Reihe von Freundschaftsspielen der englischen Rugby-Union-Nationalmannschaft. Sie reiste im Mai und Juni 1963 durch Neuseeland und Australien, wobei sie sechs Spiele bestritt. Darunter waren zwei Test Matches gegen die neuseeländischen All Blacks und ein Test Match gegen die australischen Wallabies, die alle verloren gingen. Hinzu kamen drei weitere Spiele gegen Auswahlmannschaften, in denen den Engländern ein Sieg gelang.
Jahrzehntelang waren englische Nationalspieler nur dann durch die Südhemisphäre getourt, wenn sie von den British Lions aufgeboten worden waren. In den 1950er Jahren begannen die Nationalmannschaften der Five Nations, von dieser Tradition abzuweichen und eigenständige Touren zu veranstalten. Schottland, Irland und Frankreich hatten den Anfang gemacht und die englische Rugby Football Union (RFU) zog 1963 nach. Die RFU beging jedoch organisatorische Fehler, indem sie sechs Spiele innerhalb von nur zwei Wochen ansetzte (darunter zwei Test Matches innerhalb von vier Tagen), was den Spielern kaum Zeit ließ, sich zwischendurch ausreichend zu erholen. Entsprechend fielen die Ergebnisse ernüchternd aus.

## Spielplan
- Hintergrundfarbe grün = Sieg
- Hintergrundfarbe rot = Niederlage

(Test Matches sind grau unterlegt; Ergebnisse aus der Sicht Englands)
| # | Datum         | Gegner                          | Ort          | Stadion              | Ergebnis |
| - | ------------- | ------------------------------- | ------------ | -------------------- | -------- |
| 1 | 18. Mai 1963  | Wellington Rugby Football Union | Wellington   | Athletic Park        | 14:9     |
| 2 | 22. Mai 1963  | Otago Rugby Football Union      | Dunedin      | Carisbrook           | 9:14     |
| 3 | 25. Mai 1963  | Neuseeland                      | Auckland     | Eden Park            | 11:21    |
| 4 | 28. Mai 1963  | Hawke’s Bay Rugby Union         | Napier       | McLean Park          | 5:20     |
| 5 | 01. Juni 1963 | Neuseeland                      | Christchurch | Lancaster Park       | 6:9      |
| 6 | 04. Juni 1963 | Australien                      | Sydney       | Sydney Sports Ground | 9:18     |

## Test Matches
| 25. Mai 1963 | Neuseeland                                                                                            | 21 : 11       | England                                                   | Eden Park, Auckland Zuschauer: 53.000 Schiedsrichter: Chisholm Robson (Neuseeland) |
| 25. Mai 1963 | Versuche: Caulton (2) D. Clarke Erhöhungen: D. Clarke (3) Straftritte: D. Clarke Dropgoals: D. Clarke | (0:6) Bericht | Versuche: Ransom Erhöhungen: Hosen Straftritte: Hosen (2) | Eden Park, Auckland Zuschauer: 53.000 Schiedsrichter: Chisholm Robson (Neuseeland) |

Aufstellungen:
- Neuseeland: Ralph Caulton, Don Clarke, Ian Clarke, Desmond Connor, David Graham, Donald McKay, Colin Meads, Waka Nathan, Allan Stewart, Kel Tremain, Ian Uttley, Bruce Watt, Wilson Whineray , Neil Wolfe, Dennis Young
- England: Simon Clarke, Michael Davis, John Dee, Herbert Godwin, Philip Horrocks-Taylor, Roger Hosen, Ronald Jacobs, Philipp Judd, Victor Marriott, Thomas Pargetter, David Perry, Malcolm Phillips, John Ransom, Budge Rogers, Michael Weston

| 1. Juni 1963 | Neuseeland                                   | 9 : 6         | England                              | Lancaster Park, Christchurch Zuschauer: 40.000 Schiedsrichter: Patrick Murphy (Neuseeland) |
| 1. Juni 1963 | Versuche: McKay Walsh Straftritte: D. Clarke | (6:3) Bericht | Versuche: Phillips Erhöhungen: Hosen | Lancaster Park, Christchurch Zuschauer: 40.000 Schiedsrichter: Patrick Murphy (Neuseeland) |

Aufstellungen:
- Neuseeland: Ralph Caulton, Don Clarke, Ian Clarke, Desmond Connor, David Graham, Donald McKay, Colin Meads, Waka Nathan, Allan Stewart, Kel Tremain, Ian Uttley, Pat Walsh, Bruce Watt, Wilson Whineray , Dennis Young
- England: Simon Clarke, Michael Davis, Herbert Godwin, Philip Horrocks-Taylor, Roger Hosen, Ronald Jacobs, Philipp Judd, Victor Marriott, David Perry, Malcolm Phillips, John Ransom, Budge Rogers, Frank Sykes, Michael Weston , Brian Wightman

| 4. Juni 1963 | Australien                                                  | 18 : 9         | England                          | Sydney Sports Ground, Sydney Zuschauer: 7.864 Schiedsrichter: Craig Ferguson (Australien) |
| 4. Juni 1963 | Versuche: Davis Heinrich Jones Walsham Erhöhungen: Ryan (3) | (18:6) Bericht | Versuche: Clarke Godwin Phillips | Sydney Sports Ground, Sydney Zuschauer: 7.864 Schiedsrichter: Craig Ferguson (Australien) |

Aufstellungen:
- Australien: Leslie Austin, James Boyce, Gregory Davis, Philip Hawthorne, Edward Heinrich, Peter Johnson, Peter Jones, Richard Marks, Kenneth McMullen, James Miller, John O’Gorman, Peter Ryan, John Thornett , Keith Walsham, Jonathan White
- England: Simon Clarke, Herbert Godwin, Philip Horrocks-Taylor, Roger Hosen, Ronald Jacobs, Philipp Judd, Victor Marriott, John Owen, David Perry, Malcolm Phillips, John Ransom, Budge Rogers, Frank Sykes, Michael Weston , Brian Wightman